# 罗伊·A·杨
罗伊·A·杨（英語：Roy A. Young，1882年5月17日—1960年12月31日），明尼阿波利斯联邦储备银行第三任行长，、波士顿联邦储备银行第四任行长、美国联邦储备委员会第四任主席。
杨就读于马凯特高中（Marquette High School）的城市公立学校。之后在马凯特国家银行（Marquette National Bank）担任助理出纳，然后在其原雇主第一国家银行（First National Bank）任职。1913年担任国民银行（Citizens National Bank）副行长。
六年后（1919年）罗伊·A·杨升任明尼阿波利斯联邦储备银行行长。杨在上任后面临许多挑战，战后国外对美国农产品的需求下降，导致价格下跌，大量银行面临破产危机。1921年-1929年，由于银行挤兑和恐慌迫使该国20％的银行关闭，但第九联邦储备区的银行倒闭率尤其高：明尼苏达州的银行倒闭率高达31％，北达科他州的银行倒闭率达62％。
1927年9月，柯立芝总统任命罗伊·A·杨为华盛顿特区联邦储备委员会理事，扬在1929年美国股市崩盘和大萧条初期担任美联储主席。在董事会任职期间，杨专注于加强银行体系，而不是单纯的影响货币政策。他认为发行货币，重新贴现，国际交易结算以及其他更传统的银行业务是美联储的主要职责。
1930年，杨接受了波士顿联储主席的职位，年薪约为30,000美元。他一直任职到1942年，之后辞去公司总裁的职务，担任波士顿国家商业银行董事长。后来，杨加入了美国羊毛公司的董事会，并于1954年成为董事会主席。
杨经常活跃于波士顿的Algonquin俱乐部，马布尔黑德的东方游艇俱乐部和华盛顿特区的Cosmos游艇俱乐部。他于1960年在马萨诸塞州的栗树山去世。他与艾米·古德里奇·波森（Amy Goodridge Bosson）结婚，并育有两个女儿。

## 延伸阅读
大萧条论
在米尔顿·弗里德曼誕辰90週年之際
美國貨幣政策

## 相关阅读
- 罗伊·扬. . fraser.